# Atlantic View
Atlantic View ist ein Wohngebäude im schottischen Portnahaven auf der Hebrideninsel Islay. Es liegt am östlichen Stadtrand an der Crown Street, die Portnahaven mit der Nachbarortschaft Port Wemyss verbindet. Am 28. August 1980 wurde das Atlantic View in die schottischen Denkmallisten in der Kategorie C aufgenommen. Manchmal ist das Gebäude auch unter dem Hausnamen Fergusson eingetragen.

## Beschreibung
Das Atlantic View befindet sich direkt an der Crown Street nahe den Einmündungen der Shore Street und der King Street. Der genaue Bauzeitpunkt ist nicht überliefert, weshalb nur das frühe 19. Jahrhundert als Bauzeitraum angegeben werden kann. Es weist typische architektonische Merkmale des ausklingenden Georgianischen Zeitalters auf. Das zweistöckige Haus ist in einfachem Stile gehalten. In der Vorderfront sind fünf Fenster symmetrisch eingelassen. Zur Straße hin weist ein kleiner azentrisch hervortretender Vorbau mit Satteldach, bei welchem es sich um den Eingangsbereich handelt. Dieser ist mit Asbestziegeln gedeckt und neueren Datums. Das Gebäude selbst schließt mit einem schiefergedeckten Satteldach ab. An den Kanten sind quaderförmige Ecksteine verbaut, welche jedoch ebenfalls gekalkt sind und sich somit farblich nicht von der Fassade abheben. Teile des Gebäudes sind in der traditionellen Harling-Technik verputzt. Der Name des Hauses leitet sich von dessen leicht erhabener Position nahe der Bucht von Portnahaven ab, von welcher aus nicht nur ein Großteil der Ortschaft, sondern auch der Atlantische Ozean sichtbar ist.